# Resolució 2319 del Consell de Seguretat de les Nacions Unides
La Resolució 2319 del Consell de Seguretat de les Nacions Unides fou adoptada per unanimitat el 17 de novembre de 2016. El Consell va ampliar el mecanisme de recerca comú amb l'Organització per la Prohibició de les Armes Químiques (OPAQ) durant un any. Aquest mecanisme havia d'esbrinar quines parts van usar armes químiques en la Guerra Civil siriana.
Aquesta va ser l'última vegada que es va ampliar el mecanisme. L'any següent, els Estats Units i Rússia no van acordar l'ajustament del mandat, de manera que aquest mandat va expirar sense ampliar-se.

## Context
Aquesta resolució va ser el resultat de negociacions intensives entre els Estats Units i Rússia. Els EUA van elogiar a Rússia per l'actitud que havia adoptat durant aquesta negociació. Els EUA també van afirmar que la investigació desanimava l'ús d'armes químiques, la qual cosa va reduir el nombre d'incidents. Aquesta investigació ja havia posat de manifest que el règim d'Assad estava utilitzant armes químiques contra la població i que Estat Islàmic també havia utilitzat gas mostassa. No sols era necessari esbrinar qui era responsable, sinó que també se l'havia de castigar, va dir Estats Units i el Regne Unit.
Rússia es va mostrar escèptica sobre l'informe del mecanisme, que havia de treballar de forma imparcial i objectiva. Rússia també va lamentar que diverses iniciatives russes haguessin estat detingudes per altres països. Les disputes polítiques havien de ser aparcades per abordar el tema junts. França també afirmava això últim, i va esperar que aviat s'imposessin sancions.
La Xina es va alegrar que es posaria més atenció a l'ús d'armes químiques per part d'altres països i la cooperació amb els països veïns de Síria. Egipte va assenyalar que els terroristes eren cada cop més capaços de produir armes químiques i que el Consell de Seguretat havia de poder posar-ne fi. Aquesta resolució podria suposar un nou incentiu per trobar una solució a la crisi a Síria.

### Següents resolucions

El front entre els rebels (verd) i el règim (vermell) al voltant de Khan Sheikhoun (cercle vermell) el dia de l'atac ambe gas verinós, el 4 d'abril de 2017. La ciutat va ser controlada per Tahrir al- Sham.

#### No s'imposen sancions
Al febrer de 2017, Rússia i Xina van bloquejar una nova resolució de França, el Regne Unit i els Estats Units que volia imposat sancions contra els que creaven o utilitzaven armes químiques a Síria. Rússia va trobar insuficient l'evidència proporcionada pel mecanisme d'investigació i va creure que provenien de "fonts sospitoses". La resolució també seria una eina política per acusar el govern sirià i, finalment, desfer-se d'ell i soscavar les converses de pau a Astana, iniciades per Rússia i Turquia. El president Vladímir Putin havia dit prèviament que no donaria suport a noves sancions contra Síria. La Xina va argumentar que la resolució es basava en conclusions del mecanisme en les que encara hi havia desacord i, per tant, era massa precipitat i no contribuïa a solucionar el conflicte a Síria. Segons el mecanisme, el règim sirià havia utilitzat tres vegades armes químiques en el període 2014-2015, i el grup terrorista Estat Islàmic una vegada.

#### Cap nova ampliació
El 24 d'octubre de 2017 Rússia va vetar una resolució que renovaria el mandat del mecanisme d'investigació. El país volia esperar l'informe sobre els atacs amb armes químiques a Um Housh i Khan Sheikhoun a principis d'abril. Aquest informe es va entregar dos dies més tard. Rússia va dir que volia una investigació imparcial, però que els Estats Units ja havien decidit qui era culpable. Presentar la resolució anteriorment només tindria la intenció de posar a Rússia en una mala situació perquè se sabia que usaria el seu veto. Segons Rússia, els EUA van fer que la qüestió fos una qüestió política. Es va votar una proposta russa per posposar la votació fins al 7 de novembre. Bolívia també havia votat en contra i va preguntar per què es presentarva una proposta, sabent que hi hauria un veto. En votar contra ell, la gent volia fer una crida per mantenir la unitat. Xina i Kazakhstan s'havien abstingut. La Xina considera que s'hauria d'haver tingut en compte la voluntat de determinats membres del Consell de Seguretat per millorar el mecanisme.
Els Estats Units i el Regne Unit, per contra, van trobar que Rússia polititzava la qüestió vinculant el mandat a l'informe. Segons ells, això podria evitar-se mitjançant la votació del mandat. Rússia també havia indicat que imposaria el veto al mecanisme si l'informe del mecanisme identificava al règim sirià com a culpable dels atacs amb armes químiques. Rússia qüestionava que el règim Assad en fos el responsable. Els mateixos investigadors no estaven a Khan Sheikhoun perquè no era segur, el que es va deure, en part, al fet que Síria no cooperés. El representant estatunidenc a l'ONU, Nikki Haley, va dir que no es podia decidir qui era culpable i qui no. França també era de la mateixa opinió. Un portaveu del Ministeri de Relacions Exteriors francès va considerar inacceptable que la credibilitat i la independència del mecanisme quedessin soscavats perquè les seves conclusions no eren prou bones per a Rússia.
Tres setmanes més tard, l'extensió del mecanisme de recerca es va aturar de nou per l'ús de vetes. Una proposta estatunidenca a aquest efecte va ser rebutjada per un veto rus. Es va aturar una contraproposició russa-xinesa per un veto francès, britànic i estatunidenc. La proposta russa hauria posat més èmfasi en l'ús d'armes químiques per part de grups no estatals i acollia amb beneplàcit la "cooperació plena i profunda" del règim sirià.
Els Estats Units i el Regne Unit van argumentar que Rússia volia controlar el mecanisme i no podia acceptar que la investigació portés al règim sirià. Rússia, per la seva banda, va considerar que la proposta estatunidenca no feia res per corregir deficiències en el mecanisme. Per exemple, el mecanisme es basaria en testimonis d'estranys no contrastats i no en investigar els llocs on s'havien produït atacs, i feia acusacions infundades contra el règim sirià. Sense ajustaments, el país no aprovaria una pròrroga. El representant rus també va dir que la situació recordava quinze anys abans, quan els Estats Units havien mentit al Consell de Seguretat sobre la situació a l'Iraq. Ara, "com de costum", la culpa de detenir el mecanisme es desplaçaria a Rússia.
L'endemà, Japó va presentar una proposta definitiva que va allargar el mecanisme durant un mes, de manera que hi havia temps per a una consulta posterior. Aquesta proposta també es va trobar amb un veto rus. Això posava fi al mecanisme, el mandat del qual expirava a la mitjanit d'aquest dia.

## Contingut
El Consell de Seguretat va condemnar l'ús d'armes químiques a Síria com una greu violació del dret internacional. La Resolució 2118 estipulava que cap part a Síria no havia de fer ni posseir armes químiques. També calia garantir que aquestes armes no quedessin en mans dels agents no-estatals, com ara l'Estat islàmic.
El mandat del Mecanisme Conjunt d'Investigació amb l'OPCW creat per la resolució 2235 es va ampliar per un any. Com anteriorment, la investigació s'hauria de centrar en Síria, però es podria buscar contacte amb altres països de la regió per esbrinar si grups com IS o Front Al-Nusra estaven involucrats en l'ús d'armes químiques.